# أليف القاعدة (علم الأنسجة)

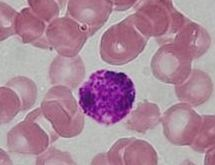
خلية دم بيضاء قاعدية باللون الأرجواني الداكن عند صبغها بصبغة الهيماتوكسيلين واليوزين.

محب القاعدية أو أليف القاعدة أو شغف القاعدة (بالإنجليزية: Basophilic)‏ مأخوذة من اليونانية (Baso = قاعدة) + (philic = حب) هو مصطلح يستخدمه علماء الأنسجة. يصف المظهر المجهري للخلايا والأنسجة، كما يظهر أسفل المجهر بعد تلطيخ أو صبغ القسم النسيجي بصبغة قاعدية. الصبغة الأكثر شيوعًا هي الهيماتوكسيلين.
يصف محب القاعدية ظهور البنية التي شوهدت في الأقسام النسيجية التي تأخذ الأصباغ القاعدية. عادةً ما تكون البنية الملطخة هي تلك التي تحتوي على شحنات سالبة، مثل مجموعة الفوسفات بالحمض النووي في نواة الخلية والريبوسومات.
الخلايا القاعدية هي الخلايا التي «تحب» اللون الأزرق، وعادة ما تظهر باللون الأزرق الغامق في صبغة الهيماتوكسيلين واليوزين. على وجه التحديد يشير هذا المصطلح إلى:
- خلية دم بيضاء قاعدية
- النخامية الأمامية أو النخامية الغدية القاعدية

بشكل مبسط تنجذب الصبغة الحمضية (موجبة الشحنة) إلى الأنسجة القاعدية (سالبة الشحنة)، لذلك يطلق عليها «الصبغة الحمضية». اليوزيني (المكونات الأساسية التي تشبه الأحماض) مصبوغة باللون الأحمر بواسطة الصبغة الحمضية يوزين. «الخلايا القاعدية» (حمض يشبه المكونات الأساسية) مصبوغة باللون الأزرق بواسطة الصبغة الأساسية الهيماتوكسيلين.